# MTV Unplugged (Хуанес)
Хуанес MTV Unplugged є шостим альбомом, випущений співаком і автором пісень Хуанес, і перший альбом, записаний виключно наживо. Дата релізу запланована на 29 травня 2012, записується на 1 лютого цього року в Маямі, США. Виробництво альбому очолив композитор Хуан Луїс Герра та взяли участь Хоакін Сабіна і Паули Фернандес на сцені. Перший сингл з виробництва було випущено 5 березні 2012 року і складається з невиданих пісня, записана під час концерту під назвою «La Señal».

## Список композицій
- «Fíjate Bien» Хуанес
- «La Paga» Хуанес
- «Nada Valgo Sin Tu Amor» Хуанес
- «Es Por Tí» Хуанес
- «Todo en Mi Vida Eres Tú» Хуанес
- «A Dios le Pido» Хуанес
- «Hoy Me Voy» (featuring Паули Фернандес) Хуанес
- «Volverte a Ver» Хуанес
- «La Camisa Negra» Хуанес
- «Azul Sabina» (featuring Хоакін Сабіна)
- «Para Tu Amor»
- «La Señal» Хуанес 3:42
- «Me Enamora» Хуанес
- «Odio por Amor» Хуанес